# Pierre Motin
Pierre Motin (* 1566 in Bourges; † 1613) war ein französischer Schriftsteller.

## Leben und Werk
Pierre Motin entstammte einer großbürgerlichen Juristenfamilie. Er begann als elegischer Dichter und ging dann, als Freund von Mathurin Régnier, zur Satire über. Daneben machte er sich einen Namen als Erotiker. Er gehörte mit Honoré d’Urfé, Jean de Lingendes und Pierre Berthelot († 1623) zum Dichterkreis um Margarete von Valois.

## Ausgaben (Auswahl)
- Oeuvres poétiques. Hrsg. Claude Muller. Champion, Paris 2023.